# Miró Bonfill
Miró Bonfill, in dynastischer Kontinuität auch Miró III. genannt († 984), war ein Graf von Besalú und Bischof von Girona aus dem Haus Barcelona. Er war der jüngste der vier Söhne von Miró dem Jüngeren, Graf von Cerdanya und Besalú, und dessen Frau Ava. Seine Brüder waren Sunifred II., Wilfried II. und Oliba Cabreta.
Als jüngster Sohn hatte Miró eine klerikale Laufbahn aufgenommen, hatte aber nach dem Tod seines ältesten Bruders die Grafschaft Besalú übernommen. 971 wurde er zum Bischof von Girona geweiht. In seiner Amtszeit hatte er mehrere religiöse Einrichtungen gegründet, wie die Kirche Sant Pere in Besalú, und die Konsekration der Abteien Sant Miquel de Cuixà und Santa Maria de Ripoll vorgenommen. Im März 981 hatte er im Lateran in Rom an der Synode unter Vorsitz Kaiser Ottos II. und Papst Benedikts VII. teilgenommen und wurde hier mit der Verbreitung des Dekrets zum Verbot der Simonie beauftragt. Nach seinem Tod wurde er in Santa Maria de Ripoll bestattet.